# Метелик Патрік: на крилах мрії
Метелик Патрік: на крилах мрії (англ. Butterfly Tale) — канадсько-німецький анімаційний фільм 2023 року, написаний Гайді Фосс і Лієнн Саватскі, режисер Софі Рой, озвучений Тетяною Маслані та Меною Массудом. Це повнометражний режисерський дебют Рой.

## Ролі озвучували
- Тетяна Маслані — Дженніфер
- Мена Массуд — Патрік

## Виробництво
У листопаді 2022 року було оголошено, що Маслані та Масуд озвучать Дженніфер та Патріка відповідно.

## Реліз
Фільм вийшов у прокат у Канаді 13 жовтня 2023 року